# Міжнародна московська конференція з глобальних проблем всесвітньої історії

Робота Міжнародної московської конференції з глобальних проблем всесвітньої історії

Глобалізація і Голокост: міжнародна московська конференція з глобальних проблем всесвітньої історії (26-27 січня 2002 року) — міжнародна наукова конференція, яка зібрала до 80 дослідників та істориків із 8 країн світу, зокрема із США, Австралії, Швейцарії, Австрії, Швеції, Болгарії, з різних міст Росії, серед учасників були присутні відомі ревізіоністи — люди, що ставлять під сумнів деякі історичні факти часів Другої світової війни і перш за все — що стосується Голокосту, зокрема кількості його жертв.
Ініціаторами конференції виступили Олег Платонов та Юрген Граф, які вважають Голокост міфом. Організаторами конференції виступили видавництво «Енциклопедія російської цивілізації» (тепер воно трансформовано в Інститут російської цивілізації [Архівовано 21 липня 2011 у Wayback Machine.]) та американський журнал «Барнз рев'ю» (Вашингтон). Спонсором конференції виступив Вілліс Карто. Засідання конференції вів учений зі Швейцарії Юрген Граф.

## Тематика конференції
Конференцію відкрила привітальна промова ректора Московської соціально-гуманітарної академії Ігоря Ільїнського; пізніше він прочитав доповідь на тему глобалізації та освіти.
Доповіді учасників конференції були присвячені головним чином різним аспектів глобалізації і впливу фактора сіонізму в різних країнах світу.
Православно-релігійний пафос пронизував доповіді як російських, так і зарубіжних учасників конференції: Н. К. Сімакова, М. М. Кузнецова, Ю. К. Бегунова та ін. У них проявилася думка про загальносвітове історичне покликання Росії у перешкоджанні глобалізму. Відомий московський юрист М. М. Кузнєцов коріння нинішньої правової деградації побачив у апостазії, у відступі людей від Бога: «Коли Бог викинутий звідусіль, тоді і правові норми перестають виконувати своє призначення». На його думку, політичні, духовні й моральні кризи мають своїм джерелом безрелігійність або сповідання сатанізму. Виступаючий звернув увагу на зростаючу загрозу не тільки правам і свободам окремої людини, але й суверенітету держав: нібито глобалістами «поставлено завдання транснаціональним корпораціям витіснити держави».
Тема Голокосту зачіпалася в багатьох доповідях: найдокладніше в Ю. Графа, Р. Гранати (США), Р. Крейги (Австралія). Ревізіоністи поставили під сумнів деякі історичні факти, пов'язані з підсумками другої світової війни, перш за все, з кількістю жертв, так званого Голокосту. Вони називали твердження про знищення євреїв у концтаборах «найбільшою історичною брехнею» — на Заході їх називають за це «фашистами», «антисемітами» тощо. З цього приводу відомий ревізіоніст Юрген Граф зауважив, що «ревізіонізм — це науковий метод, а наукові методи потрібно критикувати з позицій науки, а не ідеології». Дослідження ревізіоністів, здійснені на високому науковому рівні, доводять, що не було шести мільйонів євреїв, знищених гітлерівцями. Як не було й газових камер, і миловарних заводів, де з євреїв нібито робили мило, як не існувало й печей для масового спалювання трупів. Відомості єврейського російськомовного літератора Вас. Гроссмана про те, що «євреїв знищували гарячою парою, викачуванням повітря і пострілами з танків» Ю. Граф назвав брехнею.
У своїй доповіді Р. Крейги «Використання радіаційних методів в історичних дослідженнях» зробив однозначне резюме — дослідження місць «масових поховань», зазначених «очевидцями», дало негативний результат. Пошарове сканування ґрунту на глибину до десяти метрів не виявило жодних слідів поховань.
Журналісти відмітили дотепне зауваження наприкінці конференції одного з учасників форуму, що він не може зрозуміти, чому у відповідь на дослідження ревізіоністів з боку євреїв сипляться одні прокльони й погрози. Адже ці самі дослідження стверджують, що мільйони євреїв не були замучені й вбиті — вони живі!
У своїй доповіді «Фактор сіонізму в США» Девід Дюк (США) неодноразово повертався до російської теми. На його пропозицію «вшанувати мільйони жертв, постраждалих від єврейського Голокосту в Росії», зал одностайно встав і відповів хвилиною скорботного мовчання.
З найцікавіших журналісти відзначили доповідь російського вченого-історика Олега Платонова «Глобалізація і християнство»; відомого філософа Олександра Зинов'єва — «Новий етап глобалізації»; американського журналіста Крістофера Болліна — «Події 11 вересня і їхні наслідки», доповідь американського журналіста Майкла Пайпера — «Убивство президента Кеннеді», у якій він захищав версію причетності до «вбивства століття» ізраїльського «Моссаду»; виступ Юргена Графа — «Треблінка: критичний аналіз офіційної версії» — після спеціального, електромагнітного дослідження «масових поховань» у двох таборах (Треблінка і Белжець) — виявилося, що версії про поховання не витримують ніякої критики: ґрунт там не піддавався ніяким зовнішнім впливам.
Рене Беркла, генеральний секретар швейцарської асоціації «Правда й справедливість» доповідав переважно про репарації, виплачувані євреям швейцарськими банками.
Доповідь відомого російського політичного діяча й публіциста Бориса Миронова називалася «Вплив глобалізації на політику російського уряду». Він пролунав наприкінці конференції і в деяких аспектах підсумовував її. Б. Миронов висловив думку про те, що так званий глобалізм і боротьба з ним — це хибні орієнтири, помилкова мета, виставлені світовою іудомасонською закулісою, щоб відвернути увагу, суспільну енергію від боротьби з реальним процесом — з експансією єврейського екстремізму. Тему виступу доповідач уточнив так: «Вплив єврейства на політику російського уряду». Аналіз Миронова мав не тільки загальнонауковий, а й цілком конкретний характер: адже він сам деякий час працював в уряді Черномирдіна на посаді міністра у справах друку та інформації.
Крістофер Боллін (США) не зміг отримати російську візу, але його доповідь «Події 11 вересня і їхні наслідки» [Архівовано 12 жовтня 2011 у Wayback Machine.] була зачитана присутнім.

## Доповіді, що обговорювалися, та доповідачі
На конференції були зроблені такі доповіді:
- Р. Крейгі (Австралія) виступив з доповіддю «Використання радіаційних методів в історичних дослідженнях».
- Девід Дюк (США) виступив з доповіддю «Фактор сіонізму в США».
- Крістофер Боллін (США) — зачитана його доповідь «Події 11 вересня і їхні наслідки» [Архівовано 12 жовтня 2011 у Wayback Machine.].
- Олександр Зінов'єв (Росія) виступив з доповіддю «Новий етап глобалізації» [Архівовано 14 жовтня 2010 у Wayback Machine.].
- О. Платонов (Росія) була зачитана доповідь «Глобалізація і християнство» [Архівовано 3 жовтня 2011 у Wayback Machine.].
- Юрген Граф (Швейцарія) виступив з доповіддю «Треблінка: критичний аналіз офіційної версії» [Архівовано 23 лютого 2011 у Wayback Machine.].
- Волен Сидеров (Болгарія) виступив з доповіддю «Глобалізація: останній етап колонізації Православного Сходу» [Архівовано 3 жовтня 2011 у Wayback Machine.].
- Рене Беркла (Швейцарія) виступив з доповіддю «Шантаж Швейцарії» [Архівовано 4 жовтня 2011 у Wayback Machine.].
- Ахмед Рамі (Марокко) виступив на тему «Вплив сіонізму в Західній Європі».
- Марк Любомудров[ru] (Росія) виступив з доповіддю «Русофобія як знаряддя всесвітнього руйнування» [Архівовано 19 грудня 2011 у Wayback Machine.].
- професор Юрій Бєгунов[ru] (Росія) виступив з доповіддю «Глобалізація і сіонізм».
- Герхох Рейзеггер (Австрія) виступив з доповіддю «Монетарні наслідки 11 вересня. Стан американської (світової) економіки, фінансів та валютної системи» [Архівовано 19 грудня 2011 у Wayback Machine.].
- Ігор Фроянов (Росія) — зачитана доповідь «Глобалізм і долі Росії» [Архівовано 4 жовтня 2011 у Wayback Machine.].
- Рас Грената (США) виступив з доповіддю «Критичний аналіз офіційного погляду на Аушвіц у світлі хімії і технології» [Архівовано 13 травня 2011 у Wayback Machine.].
- Микола Сімаков (Росія) виступив з доповіддю «Глобалізація та історичне покликання Росії»
- Фредерік Тобен (Австралія) виступив з доповіддю «Боротьба з ревізіонізмом у країнах Заходу».
- Професор Михайло Кузнєцов[ru] (Росія) виступив на тему «Юридичні аспекти цивілізації»
- Майкл Пайпер (США) прочитав доповідь «Вбивство президента Кеннеді».
- Борис Миронов виступив з доповіддю «Вплив глобалізації на політику російського уряду».

## Підсумки конференції
- Анатолий Степанов. Ревизионисты всех стран, объединяйтесь! К итогам конференции по глобальным проблемам всемирной истории [Архівовано 22 липня 2015 у Wayback Machine.]
- Глобализация и Холокост: материалы конференции

### Резолюція конференції
Учасники Міжнародній конференції з глобальних проблем всесвітньої історії (26-27 січня 2002 року, м. Москва) прийняли наступну резолюцію:
Конференція, всебічно обговоривши наукові, науково-практичні, науково-гуманітарні, науково-екологічні, соціальні аспекти загроз глобалізації, що нависли над світом, одностайно зробила такі висновки:
1. В основі катастрофи, що насувається, яка прикривається терміном «глобалізація», лежить ідеологія і практика сіонізму та юдаїзму.
2. Саме ці сили прагнуть встановити світове панування, маскуючи свої дії так званими глобалізаційними проектами.
3. Саме ці сили руйнують мораль, моральність, національну культуру, підривають національні суверенітети й безпеку держав.
4. Саме ці сили руйнують міжнародне право й міжнародну безпеку.
5. Для подальшого вивчення глобальних проблем всесвітньої історії та протидії політиці глобалізму в інтерпретації руйнівних сил конференція вважає важливим створити необхідну структуру для розробки шляхів творчого і справедливого розвитку людства.